# Harrison Ford (Stummfilmschauspieler)

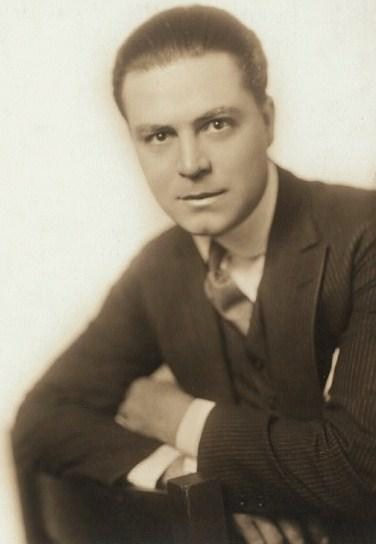
Harrison Ford (um 1915)

Harrison Ford (* 16. März 1884 in Kansas City, Missouri; † 2. Dezember 1957 in Woodland Hills, Los Angeles, Kalifornien) war ein US-amerikanischer Schauspieler auf der Bühne und für den Stummfilm.

## Leben
Über Fords Kindheit und Jugend ist sehr wenig bekannt; offenbar begann er sehr jung als Schauspieler zu arbeiten. Gesichert ist sein Engagement im Ensemble von Robert Edeson, mit dem er 1905 am Broadway im Stück Strongheart zu sehen war. Bald löste er seinen Arbeitgeber in der Rolle des romantischen Hauptdarstellers der aufgeführten Stücke ab. 1911 war er bei William H. Crane unter Vertrag und spielte u. a. in U.S. Minister Bedloe. Zwei Jahre später trat Ford in New York City im Repertoiretheater von Holbrook Blinn auf, dann am Harlem Opera House. Weitere Stationen seiner Ensembletätigkeit waren Baltimore, Los Angeles und Syracuse. 1915 war er schließlich so bekannt, dass ein erstes Filmangebot erfolgte, eine Version seines Bühnenerfolges Excuse Me. 1916 folgte unter William DeMilles Regie Anton the Terrible.
Bald entschied sich Ford, seine Karriere beim Film intensiv fortzusetzen und schränkte seine Engagements auf der Bühne ein. Er erhielt einen Vertrag bei der Paramount, wo er bis 1921 in rund zwanzig Filmen eingesetzt wurde. Er wurde als Partner bekannter Darstellerinnen wie Fannie Ward (in zwei Filmen), Constance Talmadge (in fünf Filmen) sowie Vivian Martin (in sieben Filmen) erfolgreich aufgebaut. Die meist leichten Stoffe entstammten häufig Broadway-Vorlagen. Die Zusammenarbeit mit Talmadge war so erfolgreich, dass bis 1922 weitere zwölf romantische Komödien mit dem Team Ford/Talmadge gedreht wurden. Auch mit ihrer Schwester Norma drehte er romantische Komödien. Ford hatte sich nun einen Ruf als gutaussehender, talentierter und verlässlicher Hauptdarsteller erworben, dessen Beliebtheit beim Publikum sich zahlreiche weibliche Stars zunutze machten und der von den Produktionsgesellschaften, die ihn unter Vertrag hatten, an deren Seite gestellt wurde, von Gloria Swanson und Clara Bow über Corinne Griffith und Bessie Love bis zu Bebe Daniels und Alma Rubens. Mehrfach drehte er mit Marie Prevost, Phyllis Haver und Marion Davies. Zwischen 1920 und 1925 spielte Ford in fünfunddreißig Filmen.
In einem der wenigen Interviews, die veröffentlicht wurden, sprach Ford 1913 über die angstmachenden Seiten seines Berufes, als er dem „Syracuse Post Standard“ über seine Karriere und seine Einschätzung des Publikums erzählte. Aufgrund seiner seltenen öffentlichen Auftritte und seines skandalfreien, sehr im Privaten bleibenden Lebens abseits der Ateliers wurde er als „Eremit von Hollywood“ bezeichnet. 1926, auf dem Höhepunkt seiner Karriere, beklagte Ford sich allerdings auf die Festlegung als gutaussehender, anpassungsfähiger und auch ein wenig trotteliger Held. 1923 hatte ein Auftritt gegen das bisherige Image als Liebhaber und Galan der Frauen seine Karriere in eine neue Richtung gelenkt: The Nervous Wreck ließ ihn in einer komischen Rolle als ängstlicher Hypochonder auftreten, was zu zahlreichen gutdotierten Angeboten für Farcen und Komödie führte. Elf solcher Werke wurden 1926 und 1927 veröffentlicht. Seine Rollenanlage wurde dabei als „unbeholfene, jungenhafte Tolpatschigkeit mit mehr als nur einer Spur Verweichlichung“ beschrieben. Im Folgejahr erschienen nochmals sieben Filme mit Ford in einer Hauptrolle; dann beendete die Ankunft des Tonfilmes seine Kinokarriere abrupt. Da er als Bühnenschauspieler über eine ausgebildete Stimme verfügte, blieb die Motivation dafür unklar.
Ford kehrte auf die Theaterbühnen zurück; er spielte im Pasadena Community Playhouse, im Ensemble von Henry Duff und arbeitete in Großbritannien. 1940, nach einer Tournee für die United Service Organizations, inszenierte er auch (für das Repertoiretheater „Little Theatre of the Verdugos“ in Glendale, Kalifornien). Allerdings geriet sein Name mehr und mehr in Vergessenheit; sehr wenig ist über die Zeit nach 1940 bekannt – wahrscheinlich hatte er sich zur Ruhe gesetzt –, bis 1951 ein Autounfall, bei dem er schwer verletzt wurde, ihn wieder in die Schlagzeilen brachte. Ford konnte sich von den dabei erlittenen Schäden nie wieder erholen und lebte bis zu seinem Tode 1957 im „Motion Picture Country Home“.
Ford war seit dem 29. März 1909 mit der Schauspielerin Beatrice Prentice (1884–1977) verheiratet.

## Trivia
Ford hat einen Stern auf dem Hollywood Walk of Fame, der oftmals mit seinem Namensvetter Harrison Ford (* 13. Juli 1942, Krieg der Sterne, Indiana Jones etc.) verwechselt wird. Letzterer firmierte in den 1960er Jahren zeitweise unter dem Namen Harrison J. Ford, um Irritationen zu vermeiden. Es gibt keine bekannte Verwandtschaft zwischen beiden Schauspielern.
Zahlreiche der Filme mit Ford sind verschollen.

## Filmografie
- 1915: Excuse Me
- 1916: Anton the Terrible
- 1917: A Roadside Impresario
- 1917: Molly Entangled
- 1917: On the Level
- 1917: The Crystal Gazer
- 1917: The Mysterious Mrs. Musslewhite
- 1917: The Sunset Trail
- 1917: The Tides of Barnegat
- 1918: A Lady’s Name
- 1918: A Pair of Silk Stockings
- 1918: A Petticoat Pilot
- 1918: Good Night, Paul
- 1918: Mrs. Leffingwell’s Boots
- 1918: Sauce for the Goose
- 1918: Such a Little Pirate
- 1918: The Cruise of the Make-Believes
- 1918: Unclaimed Goods
- 1918: Viviette
- 1919: Experimental Marriage
- 1919: Girls
- 1919: Happiness a la Mode
- 1919: Hawthorne of the U.S.A.
- 1919: Romance and Arabella
- 1919: The Lottery Man
- 1919: The Third Kiss
- 1919: The Veiled Adventure
- 1919: Who Cares?
- 1919: You Never Saw Such a Girl
- 1920: A Lady in Love
- 1920: Easy to Get
- 1920: Food for Scandal
- 1920: Her Beloved Villain
- 1920: Miss Hobbs
- 1920: Oh, Lady, Lady
- 1920: Young Mrs. Winthrop
- 1921: A Heart to Let
- 1921: Passion Flower
- 1921: The Wonderful Thing
- 1921: Wedding Bells
- 1921: Love’s Redemption
- 1922: Find the Woman
- 1922: Her Gilded Cage
- 1922: Törichte Frauen (Foolish Wives)
- 1922: Shadows
- 1922: Smilin’ Through
- 1922: The Old Homestead
- 1922: The Primitive Lover
- 1922: When Love Comes
- 1923: Bright Lights of Broadway
- 1923: Little Old New York
- 1923: Maytime
- 1923: Vanity Fair
- 1924: A Fool’s Awakening
- 1924: Das Heldenmädchen von Trenton (Janice Meredith)
- 1924: The Average Woman
- 1924: The Price of a Party
- 1924: Three Miles Out
- 1925: Die Liebesinsel (Lovers In Quarantine)
- 1925: Proud Flesh
- 1925: Sally of the Sawdust (uncredited)
- 1925: Die Tat ohne Zeugen (That Royle Girl)
- 1925: The Mad Marriage
- 1925: The Marriage Whirl
- 1925: The Wheel
- 1925: Zander the Great
- 1926: Almost a Lady
- 1926: Hell’s Four Hundred
- 1926: Sandy
- 1926: The Nervous Wreck
- 1926: The Song and Dance Man
- 1926: Up in Mabel’s Room
- 1927: Das Wochenendliebchen (The Night Bride)
- 1927: Ein Mädel vom Zirkus (No Control)
- 1927: Rubber Tires
- 1927: The Girl in the Pullman
- 1927: The Rejuvenation of Aunt Mary
- 1928: A Blonde for a Night
- 1928: A Woman Against the World
- 1928: Golf Widows
- 1928: Just Married
- 1928: Let ’Er Go Gallegher
- 1928: The Rush Hour
- 1928: Übern Sonntag, lieber Schatz (Three Weekends)
- 1929: Her Husband’s Women
- 1929: The Flattering Word
- 1932: Love in High Gear